# 紅心王子
『紅心王子』（くれないおうじ）は、桑原草太による日本の漫画作品。『月刊少年ガンガン』（スクウェア・エニックス）にて、2007年5月号から2015年4月号まで連載。単行本は全18巻。『月刊少年ガンガン』2008年11月号にて、ドラマCD化が決定した。2008年12月25日発売。

## あらすじ
悪魔界で成績優秀、女性に大人気の次期魔界国王である王子・さくら紅次郎は、人間界へ留学することを兼ねて悪魔界を脅かす存在になると言われる人間の魂を奪ってくるという任を授かる。人間界で出会った少女によって紅次郎の心が少しずつ変わっていく。

## 登場人物
※キャストはドラマCD版のもの。

### 主要人物
さくら紅次郎（さくら こうじろう）
声 - 皆川純子
本編の主人公。魔界の王子様で、悪魔。人の感情を奪う特殊な銃を持っている。容姿端麗、成績優秀、スポーツも出来てルックスも良く、人間界で入学した高校でも女子たちの人気の的となっている。カツアゲや弱虫など、人としてレベルの低い人間をよくみていたことから、初めは人間たちを「下等な種族」と見下していたが、花と出会うことでその気持ちの変化に戸惑いを覚えている。真っ赤な右眼は『魔の紅眼（クレナイ）』と呼ばれ、すべてはこの目が導くと言われる。花を始め、みんなから「ジロー」と呼ばれる。人間の姿のときは金髪碧眼で、悪魔の姿のときは赤い髪、赤い眼になる。身長はあまり高くはない。背が低いことは綾乙に言われたとき少し気にしていた。昔、父親と母親に突然姿を消されたという過去を持つ。その過去から、完璧な自分を作り続けている。普段はどこにでもいそうな男子高校生のように振舞っているが、ときには悪魔らしい一面も見せる。
花に対して好意をもっているようだが、本人は自覚なし。
しかし彼女が記憶を失くした母親の桜のことで悲しんでいたことを知り、自ら桜が花の記憶を取り戻せるように「なんとかする」と言い放つ。
彼は初代魔界国王、「さくら紅次郎」の真の生まれ変わりで、「さくら紅次郎」の真の力を目覚めさせた。
ギィ
声 - 斎藤千和
紅次郎のお付きの様な存在で、死神。花との出会いをきっかけに人間への考え方に変化を覚えている紅次郎をたしなめる言動も見せる。普段はふわふわと紅次郎の周りを漂い、何かと口出しする。紅次郎の相方とは言っているが味方というわけではないようで、閻魔の手伝いのような行動もしている。魂だけの存在である初代さくら紅次郎に身体を貸すことも。
小梅田花（こうめだ はな）
声 - 葉月絵理乃
本編のヒロイン的存在。天真爛漫で明るく、前向きな性格で思ったことは何でも言う。家事などの仕事は何でもさらっとこなすが、学校での成績はかなり悪いが周りとの勉強で正反対に良くなってきた。紅次郎が初めて恋愛的感情を抱いた人物。紅次郎と同居していて、魔界に凶事をもたらす存在として『魔の紅眼』が示した人物で「紅の乙女」の生まれ変わり。紅次郎との同居が発覚した際、紅次郎との関係を否定しつつ、何かを思い出していたことから、過去に何かがあったと思われる。近所の子供たちには大人気で、誕生日にはプレゼントを貰うほど。「花姉」と呼び親しまれている。何故か、姿を消した綾乙を見ることができる。両親が事故に遭っており、度々母親の見舞いに行っている。
普段は気丈に振舞っていたが、本当は母親の桜が自分の記憶を失くしたように、いつか自分のことを誰からも忘れられてしまうのではないかと不安に感じ、父親のお墓参りの際に、紅次郎の目の前で泣いてしまう。
白銀一茶（しろがね いっさ）
声 - 近藤隆
魔獣族トップクラスの実力を持つと言われる「白銀（シロガネ）」の次期頭領。銀髪銀眼で長身。白いオオカミたちを操って攻撃する。
人間界へ来たついでに一族の期待に応える為、王子の座を奪い取ろうと紅次郎を倒そうとするが、反対にのされてしまった。以後、紅次郎とは友人関係になっている。王位を継承することに関しては別にどうでもいいらしい。事件後はよく花の家に出入りしている。紅次郎には「シロ」と呼ばれている。かなりのお調子者で、学校での成績は210人中210番と頭がかなり悪い。
昔、天使に恋心を抱いたことがあり木葉の言葉でその天使に話しかけることを決意するも満月を見て覚醒し暴走する。そのことが原因でその天使を殺してしまう（本当は殺していない）。そのこともあり相思相愛の仲で許婚の木葉には「好き」という気持ちを知られないようにしていた。一族の中ではただ一人、満月には人間になってしまっていたが、出流が木葉を人質に村から追い出されそうになったときに木葉を守ろうとし一度は「嫌いになっていいから」と木葉に告げるも木葉が離れるのはいやだ、と彼女にキスをしついでに満月も克服した。
有朱川ミツキ（ありすがわ ミツキ）
自分の正義に絶対の自信を持っており、それに従って行動する天使。天界白十字（ホワイトクロス）学院警察科特A組。良くも悪くも真面目な性格で地上に降りた悪魔を悪行をするものだと決めつけ、天界に強制送還していた。視力はかなり悪く、メガネを外すと全く何も見えなくなる。腕から悪魔を拘束するための光輪（天使の腕輪）を出す。
紅次郎たちを監視するため、彼らの学校へ転入し特に一茶には嫌悪感にも似た感情を抱いているが嫌っているわけではない。
色綾乙（しき あやと）
愛称は「アヤ」。色一族トップクラスの実力者。透明人間で、自由に姿を消したり現したりできる。相手の頭に手を通すことで、記憶を読み取ったり記憶を消去する力を持つ。男の子なのだが、女の子のような風体・言動をしているので、初登場時一茶にナンパされた。紅次郎より少し身長が高い。そでの長い服を好んで着用する。髪は淡い金髪で、当初は襟足を長く残していたが花の発言により自らはさみで切ってしまう。紅次郎に好意を抱いているが、少しずつ花に興味を持ち始めている。
閻魔（えんま）
声 - 緑川光
紅次郎を人間界へと送り込んだ人物。人の良さそうな好青年。花の魂を取ることをためらう紅次郎に何かと干渉する。何を考えているのかよく分からない人物。性格は温厚で、言葉も柔らかい。顔が広く、様々な人脈を持っている。サボり癖があり、仕事をよくサボるためたびたび秘書に怒られる。
玖楽冥侍（くらく めいじ）
死神。前髪が長めの黒髪で、大きくバツ印の付いたマスクを付けている。フードとファスナーの付いた上着を着ており、大きな鎌を持っている。昔ギィと組んで仕事をしていた。そのため、ギィの事を「先輩」と呼ぶ。極度の心配症。死神なのに血や注射器、霊が苦手で、自殺しようとした若者を止めてしまうほど人情に溢れる優しい青年。自分に自信が持てなくなるとファスナーを一気に閉じてしまう。日光に弱い。
先輩であるギィを連れ戻すため、紅次郎の助手をやると言い、同じ学校に編入する。学校にいるときは眼鏡をかけている。

### クラスメイト
吉野笑太（よしの しょうた）
紅次郎のクラスメイト。紅次郎曰く、「最近シロ（一茶）に悪い影響を受けてきた」らしい。花の幼馴染で、「しょうちゃん」、「しょう」と呼ばれていた。花の過去について何か知っている様子。野球部員。身長は低いが、紅次郎よりは少し高い。
和泉雛子（いずみ ひなこ）
花の友人。花には「和泉ちゃん」とよばれる。背が高い。少し男まさりで、紅次郎の胸ぐらを掴んだことも。文化祭では、メイド服ではなくタキシードを着ていた。吉野同様花の過去について何か知っている様子。昔は「雛」と呼ばれていた。
山崎若菜（やまざき わかな）
花の友人。髪が長い。生徒会に所属している。上記の2人と同じ様に、花の過去について知っている模様。和泉が「若さん」と呼んだことがある。紅次郎の行動を鋭く見抜いては、花に色々と助言し、紅次郎と花の2人を面白そうに見守っている。

### さくら一族
さくら 恋太郎（さくら れんたろう）
紅次郎の腹違いの兄。どうやら、魔の紅眼（クレナイ）の力を持っていないようだ。紅次郎から王座を奪い取ろうとしている。物静かだが、圧迫感がある。紅次郎にそっくりで、紳士。撫子からは「レン」と呼ばれている。
さくら 撫子（さくら なでしこ）
紅次郎の腹違いの姉。一人称は「オレ」で、気性が荒く言動も激しいため、一茶には女性と気づかれなかった。紅次郎の事をとても嫌っており、同じく紅次郎の母親のこともかなり嫌っている。
王（おう）
現魔界国王。紅次郎の祖父。長い髭を生やし、眼鏡をかけている。紅次郎を溺愛しており、再会時には紅次郎に抱きついた。
さくら紅次郎（さくら こうじろう）
主人公とは別の人物。初代魔界国王。天使と悪魔の力が均衡していた頃、白銀一族の長が考案した競争により兄を亡くし、自身もその競争に参加して魔界国王の地位を取る。その競争の目的である、天使の頭を倒す際に、その頭が魔界に魔術をかけ、悪魔の力が天使を上回らないようにした。そのため、彼はさくら一族に代々生まれ変わり、魔界の力を復活させようとしていたが、失敗を繰り返していた。そして今代の「さくら紅次郎」によりその真の力を吹き返した。

### 白銀（シロガネ）一族
木葉（このは）
“白銀”一族。女の子だが強い。その行動から男から「野獣女」「男女」と呼ばれる始末。幼い頃から一茶と一緒で、今は許嫁。昔は決して強くはなかった一茶を守り自身の一茶に好意を抱いていたものの彼の気持ちを察し好きな人に話しかけるよう一茶に言うがそのせいで一茶が天使を殺してしまった（本当は生きているが）と自責の念に駆られていた。狩りや戦いのときには、斧を好んで使用する。
お頭（おかしら）
“白銀”の現頭領。一茶の父親。大柄な体で、黒い髭を生やしている。悪魔族を滅ぼすことを考えており、一茶を紅次郎と闘わせようと人間界へ送り込んだ張本人。一族からは少し恐れられる存在で、憤怒すれば自分の息子にも手をかける。
千晴（ちはる）
“白銀”の縄張りに入ろうとする者を追い返す門番の役目をしている少年。しかし初登場時一茶にすぐに隙を取られ、頭を叩かれた。一茶のことを「兄貴」と呼び親しんでいる。
出流（いずる）
“白銀”の一族。昔一瞬一茶を狙う。仕事には忠実。一茶が一族の頭になることをよく思っておらず、木葉を人質に一茶に一族を抜けるように持ち掛けたが、覚醒体となった一茶の圧倒的な力を前に敗北する。

### 天使
キララ・A・アンジュ
天界の王女。最初は紅次郎を悪魔として捕らえようとしていたが、別の悪魔に襲われ、それを助けてもらったことをきっかけに（その時紅次郎は「初代さくら紅次郎」に体を支配されていた）、紅次郎に好意を寄せる。
紅の乙女（クレナイ）
その昔、天界をその力で悪魔から救ったとされる、赤い羽根を持つ天使。今は銅像が悪魔に魔術をかけられた象徴のバラに囲まれた、旧天界第6庭園に建てられている。花の体だが「紅の乙女（クレナイ）」が目覚め紅次郎に抱きつき初代紅次郎を探したり会えないことを悲しんだり初代紅次郎とはただの敵であった様子ではない。
性格は無邪気でキララが紅次郎に好意を寄せてるのに気付き宣戦布告をしたり紅次郎の額にキスをしたりといじわるな一面も。
有朱川睦月（ありすがわ むつき）
天界のトップである「光の番人」。ミツキの姉。ちょっとドジ。昔、紅い瞳を持った悪魔に助けられたことをきっかけに「魔界人は悪い者たちばかりではない｣と主張するが魔界人を敵対視する同じ学校の天使達に笑われ、証明するために「天上の歌」をずっと歌い続ける事を条件に閻魔の許可をもらって、自ら魔界へと向かう。だが、歌を聴いても大丈夫だった一茶に触れた途端、覚醒した彼に襲われる。死にはしなかったが、足が動かなくなると言う大怪我をおい、以降誰にも近づかず、また近づかれなくなってしまう。後に天界にやってきた一茶と再会する。

### その他
ロビン
声 - 矢島晶子
閻魔の秘書。閻魔の行動を鋭く観察し、質問を浴びせる。
小梅田桜（こうめだ さくら）
花の母親。花にそっくりな顔をしているが、事故の時の衝撃で記憶喪失になり、花の記憶だけ“真っ白”になっている。花の事を「花ちゃん」と呼び、花は桜の事を「桜さん」と呼ぶ。花とは偶然知り合い、花は、花の母親の見舞いのついでに自分の所に来ていると思っている。大きな外傷は特には見当たらない。
マリー
紅次郎の婚約者の少女。紅次郎の課題の手伝いをするために人間界へやってきたが、花の魂を奪うことに躊躇する紅次郎の様子や、突然姿を現わにした紅の乙女から、「紅次郎のことをあきらめろ」と言われたのもあり、婚約の話から一旦身をひき、魔界へ帰る。紅次郎に対しては恋愛感情というよりも敬愛心を抱いている。
砂夜（さや）
紅次郎と同じく魔界の学生で、研修場所の沖縄に住んでいる人魚。当初は「男の人を海で溺れさせる」という課題に励んでいたものの、魔界が信用できなくなったせいか、魔界へ帰ることを拒み、許されるのであればずっと沖縄に居てもいいと発言している。

## 用語
魔の紅眼（クレナイ）
紅次郎の右にある真っ赤な眼の事。この眼は王を継げる者の証でもあり、紅次郎が人間界に来た目的であるターゲットを見つけられる眼でもある。長年謎に包まれていたが、紅次郎の代でその謎が明かされるという。何度か女の声で紅次郎に話しかけるが、その後声はぱたりと止み、今度は男の声が紅次郎に話しかけるようになった。
ターゲット（標的、課題）
“魔の紅眼（クレナイ）”が示し出す、近い将来魔界の未来を脅かす人間のこと。
魔界（まかい）
悪魔、魔獣などが住む、人間界とは異なる世界。洋風の建物が多い。人間界とは時間の流れが異なり、満月になる回数は人間界よりずっと少ない。
悪魔（あくま）
魔界に住む者達のこと。紅次郎のように、人間のような風貌をしている者がほとんど。黒い羽根と、小さな角が特徴。耳も尖っている。人間界では、人間の姿にもなれる。さくら一族が実権を握っている。
白銀（シロガネ）
魔獣の中でもトップの実力を持つ“魔狼”（ウルフ）の一族。満月になると、力が増す。縄張りに入るものは許さない。現代的建物がほとんどない、自身らが“白銀の里”と呼ぶ場所に住んでいる。
魔獣（まじゅう）
白銀（シロガネ）族がトップをとる一族。本来の姿は半獣である。
死神（しにがみ）
死期の近付いた人間の所に現れ、魂を持っていく魔界人。ギィのように幽霊のような形の者もいれば、冥侍のように人間に似た者もいる。フードのある黒装束と、大きなバツ印のあるマスクと黒いグローブが仕事着であり、全ての死神が同じものを着用する。しかし、普段は人間と同じような服装をしている。今は死期の近付いた人間の送迎の様な事をやっているが、本来は人間を死に追いやる者達。
天使（てんし）
悪魔と長年対立する天界に住む者達のこと。「正義」の力を持っており、悪魔はどんなに理不尽な天使でも逆らえない。白い鳥のような羽根が特徴。下記の腕輪を身につけている。
天使の腕輪（リング）
悪魔の魔力を封じ込めたり、力を吸い取ってしまったりすることのできる、天使がつけている腕輪。透通っていて綺麗。花は有朱川にこの腕輪をもらったが、それが天使の腕輪だということは知らない。この腕輪はどんな攻撃も寄せ付けない。嘘を見抜くこともできる。

## 舞台
ほとんどの舞台は人間界である。学校や携帯電話、日本家屋もあり、名前もすべて日本語であることから、場所は日本だと思われる。紅次郎と花が住んでいる家があるのはかなりの田舎で、自然も多く、商店街や河川・河川敷、駄菓子屋なども残っている。もう一つの世界、魔界は洋風の建物が目立つ。煉瓦で造られた塔のような建物、先の尖った天井など中世のヨーロッパを思わせる建造物が多い。服飾文化も人間界と魔界では異なっており、人間界（日本と思われる地域）では現代の日本にあるような衣服、魔界は、特に王族は、よくマントを着用するようである。魔界の学校では、現代の制服に値する服装（男子はストライプのシャツにズボンと同色のベストもしくはセーター、女子は白いパフスリーブに薄色のベスト、下はチェックのスカート。双方ネクタイを着用）で卒業試験の説明を受けるシーンが見受けられる。

## メディア

### 単行本
- 桑原草太 『紅心王子』 スクウェア・エニックス〈ガンガンコミックス〉、全18巻
  1. 2007年11月22日発売、ISBN 978-4-7575-2161-2
  2. 2008年3月22日発売、ISBN 978-4-7575-2240-4
  3. 2008年7月22日発売、ISBN 978-4-7575-2326-5
  4. 2008年12月22日発売、ISBN 978-4-7575-2441-5
  5. 2009年6月22日発売、ISBN 978-4-7575-2580-1
  6. 2009年12月22日発売、ISBN 978-4-7575-2718-8
  7. 2010年6月22日発売、ISBN 978-4-7575-2900-7
  8. 2010年12月22日発売、ISBN 978-4-7575-3085-0
  9. 2011年4月22日発売、ISBN 978-4-7575-3192-5
  10. 2011年8月22日発売、ISBN 978-4-7575-3360-8
  11. 2011年1月21日発売、ISBN 978-4-7575-3472-8
  12. 2012年7月21日発売、ISBN 978-4-7575-3661-6
  13. 2013年2月22日発売、ISBN 978-4-7575-3874-0
  14. 2013年8月22日発売、ISBN 978-4-7575-4033-0
  15. 2014年2月22日発売、ISBN 978-4-7575-4218-1
  16. 2014年8月22日発売、ISBN 978-4-7575-4387-4
  17. 2020年9月12日発売、ISBN 978-4-7575-6844-0
  18. 2020年9月12日発売、ISBN 978-4-7575-6845-7

### ドラマCD
- ドラマCD紅心王子

原作を忠実に再現しているが、一部違うところもある。本編の後はキャストによるフリートークが収録されている。